# Tour of Fuzhou
Die Tour of Fuzhou ist ein Straßenradrennen um Fuzhou, China. Zunächst wurde es als Eintagesrennen veranstaltet, dann als Etappenrennen.
Erstmals wurde das Rennen im Jahre 2012 ausgetragen. Seit diesem Zeitpunkt gehört es der UCI Asia Tour an. Dort ist es in der UCI-Kategorie 2.1 eingestuft.
Der Rekordsieger ist Rahim Ememi aus dem Iran, der das Rennen dreimal – 2013, 2015 und 2016 – gewann.

## Sieger
- 2019  Artur Fedossejew
- 2018  Ilja Dawidenok
- 2017  Jai Hindley
- 2016  Rahim Ememi
- 2015  Rahim Ememi
- 2014  Mirsamad Pourseyedi
- 2013  Rahim Ememi
- 2012  Ki Ho Choi